# Pedro Palacio
Pedro Antonio Palacio Cruz (Barranquilla, Atlántico, 14 de junio de 1978) es un actor y modelo colombiano.

## Biografía
Nació en Barranquilla, Atlántico, el 14 de junio de 1978, Pedro Palacio participó en el reality Protagonistas de Novela en el año 2002, en el cual terminó en noveno lugar siendo el eliminado por talento. En el 2002 se dio a conocer el rumor de que Palacio y Ana Karina Soto (también participante del reality) tenían una relación amorosa, la cual duró por alrededor de 2 años. A pesar de que Palacio empezó su trayectoria como modelo, el reality le abrió las puertas al mundo de la actuación, trabajando desde sus inicios para el Canal RCN, recibiendo su primera oportunidad como actor en la telenovela La costeña y el cachaco donde interpretó a "Kike", un homosexual bastante irreverente, papel con el cual logró su primera nominación en su carrera de actor; como Revelación del Año en los Premios TVyNovelas 2003.
Posteriormente participó en la telenovela Juegos prohibidos interpretando a Carlos Francisco 'El Pechi' y la miniserie juvenil Al ritmo de tu corazón. Su papel más reciente, y el que hasta el momento ha sido el más significativo de su carrera, fue en 2010, cuando fue contratado para dar vida a Aníbal Conrado en la telenovela Chepe Fortuna, que se grabó en la ciudad de Santa Marta. Por este papel recibió el premio a Mejor Villano en los Premios TVyNovelas en su última edición.
En 2011 se estrenó Flor salvaje, en donde interpretó a Piruetas fue grabada en Bogotá, Colombia, además Palacio incursionará por primera vez en el cine en un interesante proyecto del director Colbert García llamado Falsos positivos, que ahonda en las realidades del conflicto armado en Colombia.

## Filmografía

### Televisión
| Año       | Título                              | Rol                                     |
| --------- | ----------------------------------- | --------------------------------------- |
| 2003-2004 | La costeña y el cachaco             | Kike                                    |
| 2004      | Al ritmo de tu corazón              | Oswaldo Díaz                            |
| 2005-2006 | Juegos prohibidos                   | Carlos Francisco 'El Pechi' Moron Baute |
| 2007-2008 | La marca del deseo                  | Gabriel Santamarina                     |
| 2008-2009 | Sin senos no hay paraíso            | Johan Contreras                         |
| 2008-2009 | Vecinos                             | Fernando 'Fercho' Pérez, 'La Ñapa'      |
| 2010      | Los caballeros las prefieren brutas | Carlos Matta                            |
| 2010-2011 | Chepe Fortuna.                      | Aníbal Conrado                          |
| 2011      | 19-2                                | Jeunes                                  |
| 2011-2012 | Flor salvaje                        | Piruetas                                |
| 2012      | Casa de reinas                      | Aníbal Conrado Actuación Especial       |
| 2012-2013 | ¿Dónde carajos está Umaña?          | Tiburcio                                |
| 2013-2014 | El dia de la suerte                 |                                         |
| 2013-2014 | Mentiras perfectas                  |                                         |
| 2014      | La suegra                           |                                         |
| 2016      | Sala de urgencias                   | Sergio Invitado Especial                |
| 2017      | Polvo carnavalero                   | Bonifacio 'Bony' del Cristo             |
| 2017      | Pambelé                             | Chispeao                                |
| 2017-2018 | Tarde lo conocí                     | César Zabaleta                          |
| 2018      | La mamá del 10                      | Otoniel Herrera 'La Culebra'            |
| 2019-2021 | Enfermeras                          | Roman Duarte                            |
| 2022-2023 | Leandro Díaz                        | Roberto                                 |

## Reality
| Año  | Título                  | Rol          |
| ---- | ----------------------- | ------------ |
| 2002 | Protagonistas de novela | Participante |
| 2004 | La isla de los famosos  | Participante |
| 2019 | MasterChef Celebrity    | Participante |
| 2023 | Duro contra el mundo    | Participante |

## Premios y nominaciones

### Premios TVyNovelas
| Año  | Categoría                            | Telenovela o Serie      | Resultado |
| ---- | ------------------------------------ | ----------------------- | --------- |
| 2017 | Mejor actor antagónico de telenovela | Polvo carnavalero       | Nominado  |
| 2011 | Mejor actor antagónico de telenovela | Chepe Fortuna           | Ganador   |
| 2006 | Mejor actor de reparto               | Juegos prohibidos       | Nominado  |
| 2004 | Mejor actor revelación               | La costeña y el cachaco | Ganador   |

## Vida personal
Pedro mantuvo una larga relación con la modelo y presentadora Ana Karina Soto, que también fue compañera de reality en su paso por la casa estudio de Protagonistas de Novela relación se vio envuelta en un escándalo tras el sonado vídeo íntimo colgado en internet, donde su prometida aparecía teniendo relaciones sexuales con otro hombre, razón por la cual Palacio decidió poner fin a esta relación y mudarse a Argentina y Estados Unidos con la intención de tomar talleres de actuación y teatro, afianzando su firme propósito de ser actor.